# МЕКО

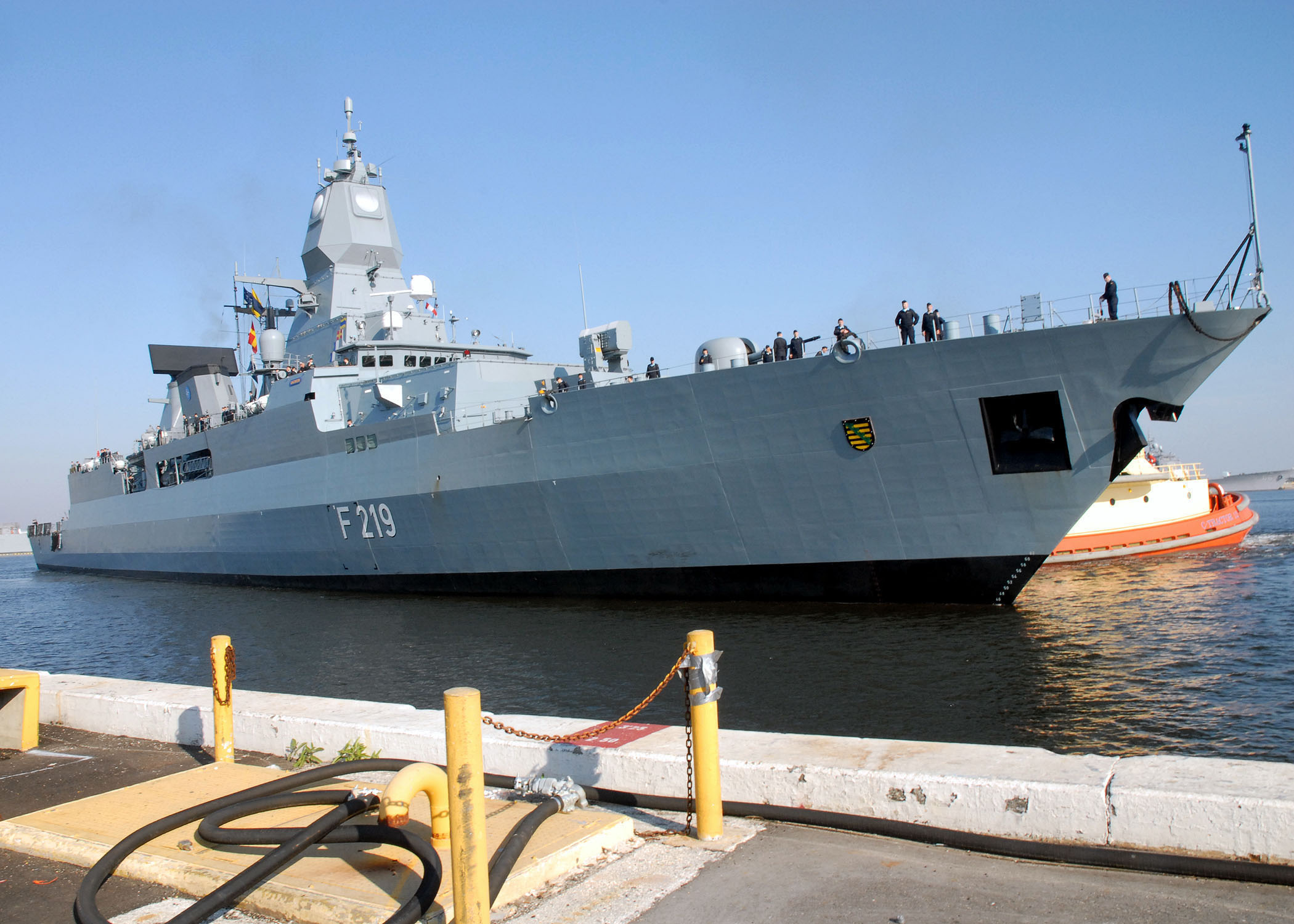
Фрегат УРО типа «Саксония» ВМФ Германии

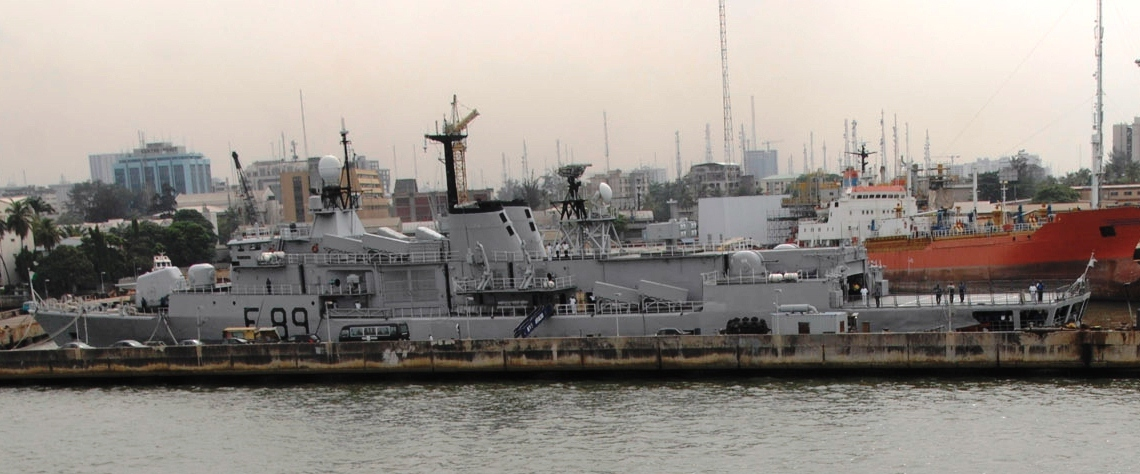
Фрегат типа MECO 360 Н «Араду» ВМФ Нигерии

MEKO (от Мерцвек-Комбинацион — нем. Mehrzweck-Kombination — многоцелевое сочетание) — семейство многоцелевых фрегатов, корветов и сторожевых кораблей, разработанных немецкой компанией Блом унд Фосс (нем. Blohm + Voss). Аббревиатура MEKO является зарегистрированным торговым знаком. Суда семейства поставляются в основном на экспорт, состоят или планируются к постановке на вооружение в 11 странах мира, включая Германию. По состоянию на декабрь 2012 года службу несут немногим менее 70 представителей семейства. Водоизмещение изменяется от ~1,5 тыс. тонн у самого лёгкого MEKO 100, до ~5,7 тыс. тонн у флагманских фрегатов УРО типа «Саксония». Из за внушительных размеров и высокой огневой мощи многие эксперты относят «Саксонцев» к более высокому классу Эсминцев.

## История разработки
Строительство первого корабля серии MEKO, получившего обозначение MEKO 360 H1 началось в конце 70-х по заказу ВМС Нигерии. На этой модификации в первый и последний раз в рамках данного семейства был установлен ударный ракетный комплекс Otomat производства Италии. Фрегаты Для ВМС Австралии и Новой Зеландии строились на верфях компании AMECON в городе Вилламстаун неподалёку от Мельбурна. Несколько раз строительство кораблей прекращалось и даже полностью отменялось из-за недостаточного финансирования со стороны заказчика. Так, в 2012 году была прекращена программа строительства 7 корветов для ВМС Польши. После начала кризиса по экономическим соображениям Греция уменьшила заказ с 6 судов до 4. В конце нулевых были созданы новые модификации кораблей семейства MECO, которые могли бы соответствовать современным требованиям ведущих флотов мира.
В конце 2014 года с разрешения канцлера Германии Ангелы Меркель Израиль заключил договор на поставку в течение 2-3 лет 4 кораблей MEKO A-100 весом 2400 тонн, длина корабля составляет 98 метров, ширина 14.4 метра, дальность плавания до 8500 км, корабль обслуживают 80 солдат и офицеров. Стоимость контракта составляет 2.3 млрд долларов.

## Конструкция
При проектировании боевых кораблей семейства MECO активно применялся принцип модульности, позволявший изменять по желанию заказчика практически любую систему даже после начала строительства. Основным оружием кораблей является ударный ракетный комплекс. По состоянию на 2012 год за всю историю строительства применялись 4 типа ракет: Harpoon, Exocet, Otomat и RBS-15, соответственно Американской, Французской, Итальянской и Шведской разработки. Для противовоздушной обороны на кораблях могут размещаться морские зенитно-ракетные комплексы ближней, средней и большой дальности. По состоянию на декабрь 2012 устанавливались: RIM-7, RIM-66, RIM-116, RIM-162 производства США, Aspide производства Италии и Umkhonto производства ЮАР. Несмотря на все разнообразие отдельных устанавливаемых компонентов, многие основные системы кораблей семейства MECO все же оставались неизменными на судах, построенных для различных заказчиков. Это обеспечивает высокую степень унификации и позволяет снизить расходы на производство и обслуживание благодаря эффекту крупной серии. Так ЗРК RIM-7 применяется на судах, вооружённых ударными ракетами Harpoon, Exoset, и RBS-15, а ЗРК Aspide используется на кораблях, основным вооружением которых является как ударный комплекс Otomat и так и Exocet.

## Типы кораблей

### МЕКО 100
| Тип              | Головной корабль       | Государство флага          | Количество | Вступление в строй | Длина (м) | Ширина (м) | Осадка (м) | Орудие главного калибра | ЗРК             | ПКРК           |
| ---------------- | ---------------------- | -------------------------- | ---------- | ------------------ | --------- | ---------- | ---------- | ----------------------- | --------------- | -------------- |
| MEKO 360 H1      | NNS «Араду»            | Нигерия                    | 1          | 1982               | 125.80    | 15.00      | 4.30       | Otobreda 127/54 Compact | «Аспиде»        | OTOMAT         |
| MEKO 360 H2      | ARA «Альмиранте Браун» | Аргентина                  | 4          | 1983—1984          | 125.80    | 15.00      | 4.30       | Otobreda 127/54 Compact | «Аспиде»        | «Экзосет»      |
| MEKO 140 A16     | ARA «Эспора»           | Аргентина                  | 6          | 1985—2004          | 91.20     | 11.00      | 3.33       | OTO Мелара 76 мм        | нет             | «Экзосет»      |
| MEKO 200 TN      | TCG «Явуз»             | Турция                     | 4          | 1987-              | 110.50    | 14.20      | 4.14       | Mарк 45 127 мм          | RIM-7           | «Гарпун»       |
| MEKO 200 PN      | NRP «Вашку да Гама»    | Португалия                 | 3          | 1991—1992          | 115.90    | 14.80      | 4.10       | Канон де 100 мм         | RIM-7           | «Гарпун»       |
| MEKO 200 HN      | «Идра»                 | Греция                     | 4          | 1992—1998          | 117.00    | 14.80      | 4.10       | Mарк 45 127 мм          | RIM-7           | «Гарпун»       |
| MEKO 200 TN II-A | TCG «Барбарос»         | Турция                     | 2          | 1995-              | 116.70    | 14.80      | 4.10       | Mарк 45 127 мм          | RIM-7, RIM-66   | «Гарпун»       |
| MEKO 200 ANZAC   | HMAS «АНЗАК»           | Австралия · Новая Зеландия | 8 2        | 1996-2004          | 118.00    | 14.80      | 4.10       | Mарк 45 127 мм          | RIM-7           | «Гарпун»       |
| MEKO 200 TN II-B | TCG «Салих Реис»       | Турция                     | 2          | 1998-              | 118.00    | 14.80      | 4.30       | Mарк 45 127 мм          | RIM-7           | «Гарпун»       |
| MEKO A-200 SAN   | SAS «Аматола»          | ЮАР                        | 4          | 2005 —             | 121.00    | 16.34      | 4.40       | OTO Мелара 76 мм        | «Умхонто»       | «Экзосет»      |
| MEKO 100 RMN     | KD «Кедах»             | Малайзия                   | 6          | 2006—2010          | 91.10     | 12.85      | 3.40       | OTO Мелара 76 мм        | RIM-116         | «Экзосет»      |
| MEKO A-100       | ORP «Щлонзак»          | Польша                     | 1          | строится           | 95.20     | 13.30      | 3.60       | OTO Мелара 76 мм        | RIM-162, MICA   | «Гарпун»       |
| Тип К 130        | «Брауншвайг»           | Германия                   | 5          | 2008 —             | 88.75     | 12.80      | 3.40       | OTO Мелара 76 мм        | RIM-116         | RBS-15         |
| Тип F 123        | «Бранденбург»          | Германия                   | 4          | 1994-1996          | 138.85    | 16.70      | 4.35       | OTO Мелара 76 мм        | RIM-7           | Exocet, RBS-15 |
| Тип F 124        | «Заксен»               | Германия                   | 3          | 2002-              | 143.00    | 17.44      | 4.86       | OTO Мелара 76 мм        | RIM-162, RIM-66 | «Гарпун»       |